# 紹斯菲爾德鎮區 (密歇根州)
紹斯菲爾德鎮區（英語：Southfield Township）是位於美國密歇根州奧克蘭縣的一個行政鎮區。

## 地方資料
紹斯菲爾德鎮區的面積為20.88平方千米，當中陸地面積為20.85平方千米，而水域面積為0.03平方千米。根據2020年美國人口普查的數據，當地共有人口14886人，而人口密度為每平方千米712.93人。